# ناحیه ویل، شهرستان دویز، ایندیانا
ویل تونشیپ، شهرستان دویز، ایندیانا (به انگلیسی: Veale Township, Daviess County, Indiana) یک سکونتگاه مسکونی در ایالات متحده آمریکا است که در شهرستان دیویس، ایندیانا واقع شده‌است.

## خصوصیات
ویل تونشیپ ۱٬۰۹۵ نفر جمعیت دارد و ۱۳۰ متر بالاتر از سطح دریا واقع شده‌است.